# Championnat d'Asie de l'Ouest féminin de football
Le Championnat d'Asie de l'Ouest féminine de football est une compétition de football féminin réunissant la plupart des pays et territoires de l'Ouest de l'Asie. La compétition est organisée par la Fédération de l'Asie de l'Ouest de football (WAFF).

## Palmarès
| Année | Ville organisatrice            |                     | Finale          | Finale    | Finale          |                 | Match pour la troisième place | Match pour la troisième place | Match pour la troisième place |
| Année | Ville organisatrice            | Vainqueur           | Score           | Finaliste | Troisième place | Score           | Quatrième place               |                               |                               |
| 2005  | Amman, Jordanie                | Jordanie            | -               | Iran      | Syrie           | -               | Bahreïn                       |                               |                               |
| 2007  | Amman, Jordanie                | Jordanie            | -               | Iran      | Liban           | -               | Syrie                         |                               |                               |
| 2010  | Amman, Jordanie                | Émirats arabes unis | 1 - 0           | Jordanie  | Bahreïn         | 3 - 0           | Palestine                     |                               |                               |
| 2011  | Abou Dabi, Émirats arabes unis | Émirats arabes unis | 2 - 2 (6-5) tab | Iran      | Bahreïn         | 0 - 0 (4-3) tab | Jordanie                      |                               |                               |
| 2014  | Amman, Jordanie                | Jordanie            | -               | Palestine | Bahreïn         | -               | Qatar                         |                               |                               |
| 2019  | Muharraq, Bahreïn              | Jordanie            | -               | Bahreïn   | Liban           | -               | Émirats arabes unis           |                               |                               |
| 2022  | Amman, Jordanie                | Jordanie            | -               | Liban     | Syrie           | -               | Palestine                     |                               |                               |

## Bilan par pays
| Victoires | Pays                | Années                       |
| --------- | ------------------- | ---------------------------- |
| 5         | Jordanie            | 2005, 2007, 2014, 2019, 2022 |
| 2         | Émirats arabes unis | 2010, 2011                   |